# Velišský hřbet
Velišský hřbet je geomorfologický podokrsek na severu Jičíněveské pahorkatiny a významná nesouměrná hrásť v okrese Jičín Královéhradeckého kraje v Českém ráji.

## Popis

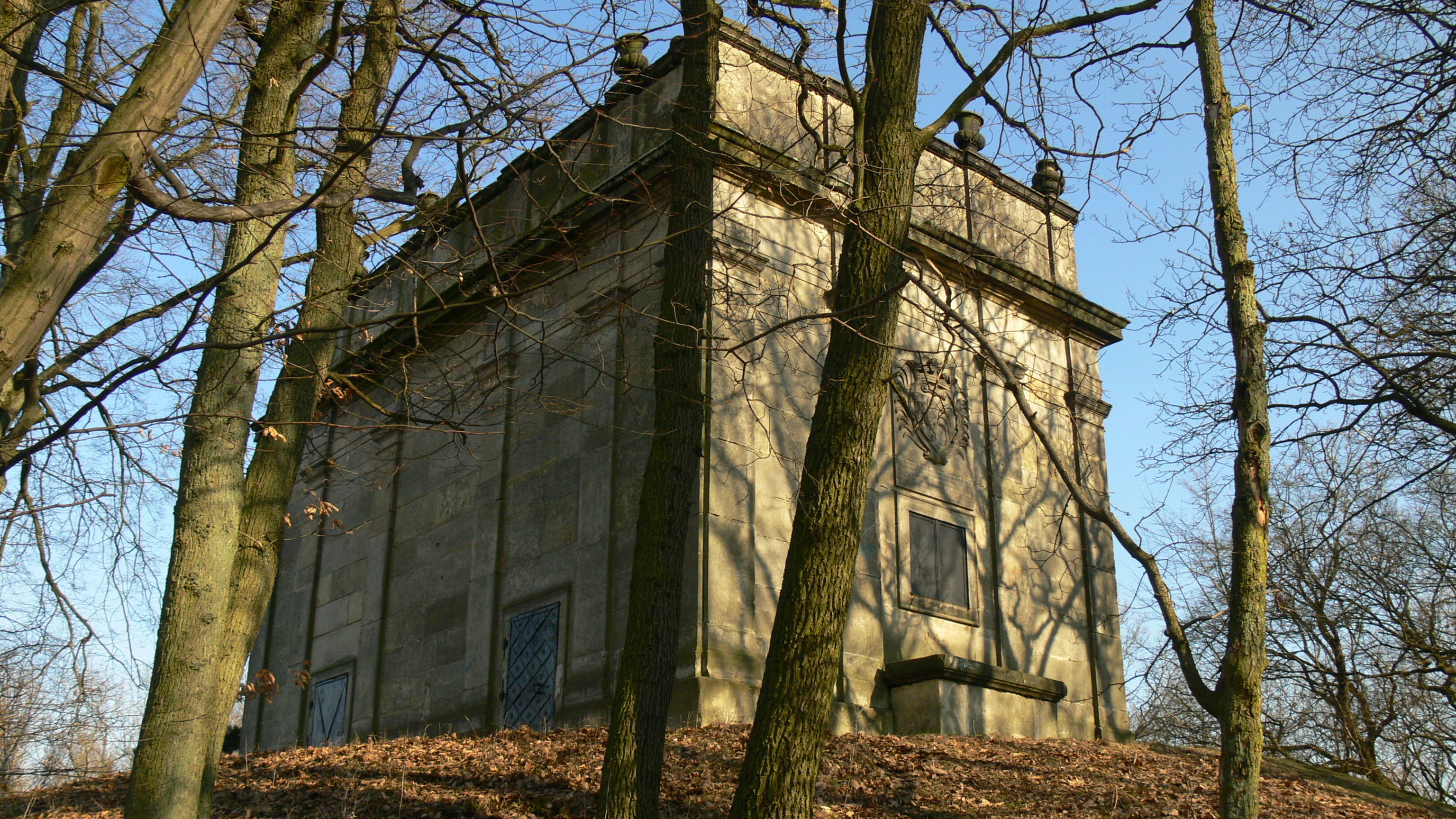
Loretánská kaple na stejnojmenném vrcholu

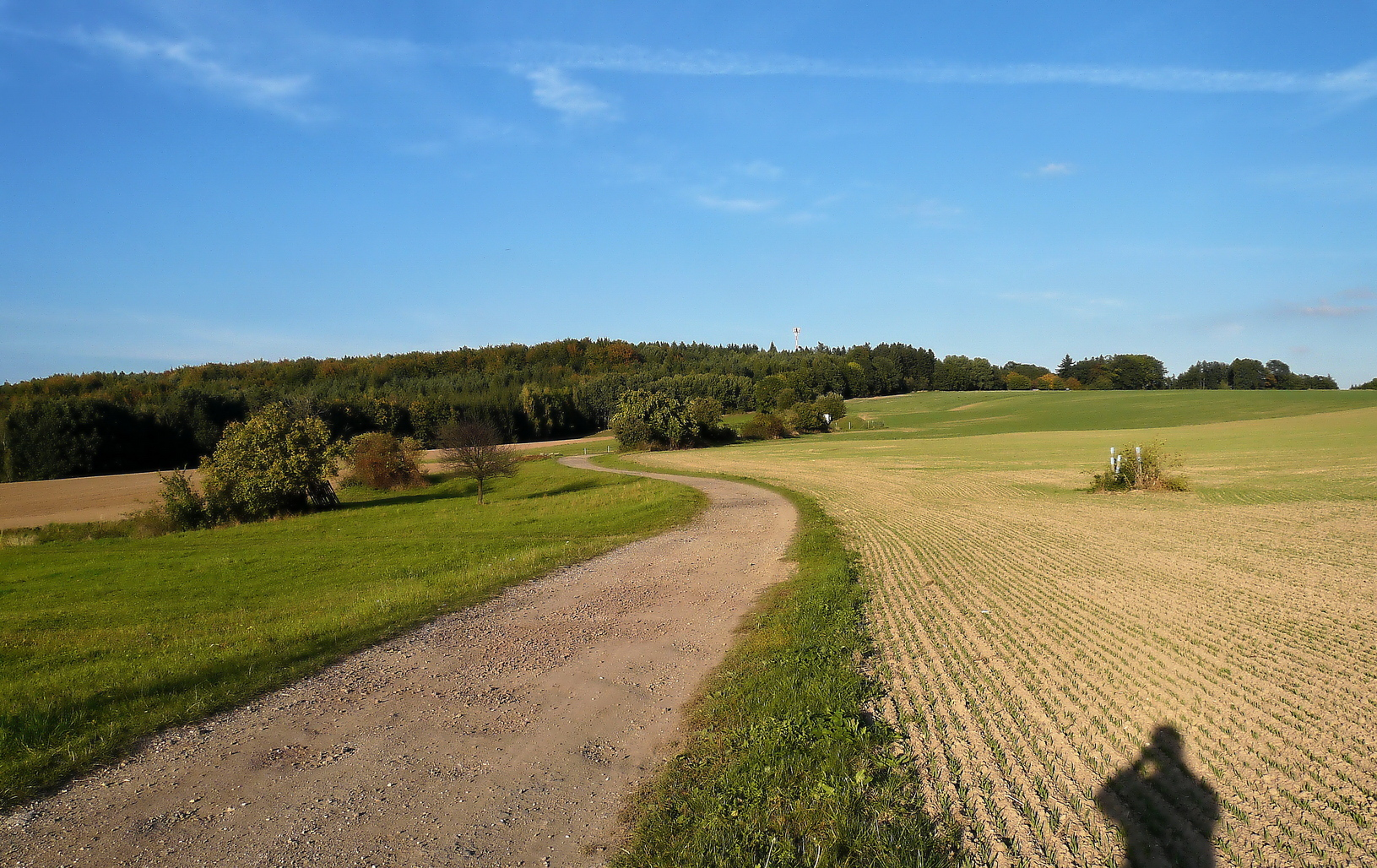
Cesta na Hůru od Nepřívěci

Hrásťový hřbet se táhne převážně ve směru severozápad–jihovýchod mezi obcemi Libošovice a Staré Místo, je asi 17 km dlouhý a na vrcholové plošině až 1 km široký. Nejvyšším bodem hřbetu je známý vrch Veliš (429 m), podle kterého je celý hřbet pojmenovaný. Na severozápadě u Libošovic začíná hřbet nevýrazným vrcholem Hůra (388 m), poté se u Stéblovic obrací jižním směrem a vede přes Staňkovu Lhotu (poblíž hřbet křižuje silnici I/16 Mladá Boleslav – Jičín) a Zajakury s několika bezejmennými kótami k vrchu Čakan (398 m), kde je vrcholová plošina nejširší. U Čakanu se hřbet opět stáčí na původní jihovýchodní směr a přes vesničky Příchvoj, Netolice, Štidla a Křelina směřuje k vrchu Loreta (425 m) s loretánskou kaplí, a přes obec Podhradí k nejvyššímu vrcholu v podobě Veliše s opuštěným lomem a zříceninou hradu. Jihozápadní hranice hřbetu pomalu zaniká u obce Staré Místo. Využití hřbetu je tvořeno střídavě zalesněním, zemědělskou půdou i osídlením.
Pouze severozápadní část hřbetu kolem Hůry náleží do CHKO Český ráj. Hřbet také tvoří rozvodí mezi povodím několika významnějších toků. Jsou to Mrlina, Cidlina, Žehrovka a Klenice.

## Geomorfologické členění
Velišský hřbet náleží do celku Jičínská pahorkatina, podcelku Turnovská pahorkatina a okrsku Jičíněveská pahorkatina. Dále se již nečlení. Hřbet sousedí na jihu se sesterským podokrskem Střevačskou pahorkatinou a dále s okrsky Vyskeřská vrchovina na severu, Jičínská kotlina na východě a Mladoboleslavská kotlina na západě.